# Chorrillana
La chorrillana est un mets typique de la gastronomie chilienne qui consiste en un plat de pommes de terre frites dans lequel on ajoute différents types de viandes et d'autres ingrédients comme des œufs ou des oignons frits.

## Histoire

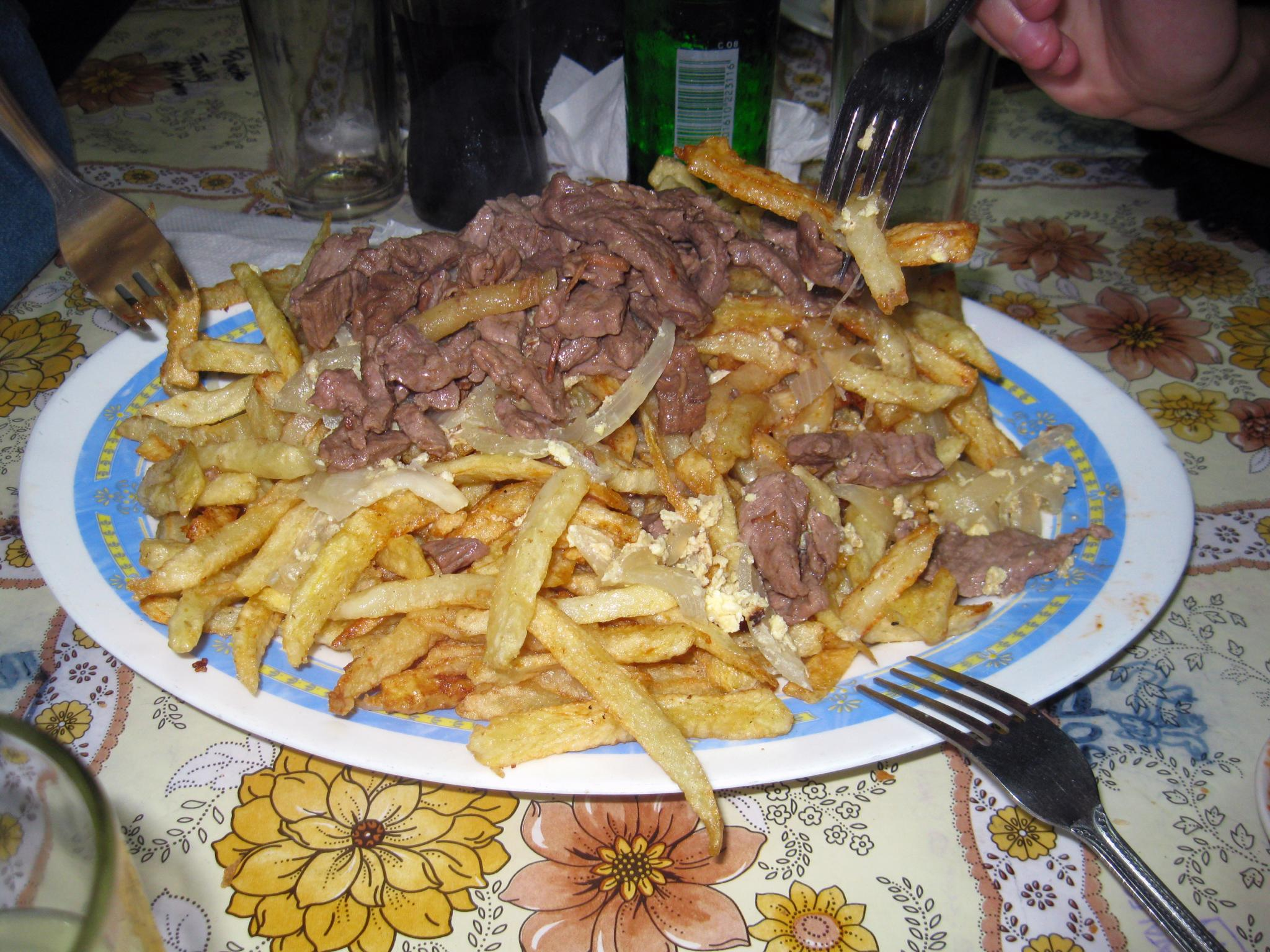
Chorrillana pour trois personnes au Jota Cruz, restaurant qui se vante d'être à l'origine de ce plat.

L'origine du plat est assez discutée. Son nom correspond au gentilé de Chorrillos, ce qui peut indiquer une possible origine péruvienne, mais également de certains secteurs du Chili, étant donné les multiples rues portant ce nom au Chili, qui est celui du site de la bataille de Chorrillos intervenue dans le contexte de la guerre du Pacifique. Il se peut aussi que ce terme dérive du mot chorrear (« dégouliner »), en référence aux bouillons qui sont mélangés avec les pommes de terre, ou qu'il ait surgi d'une variante de l'œuf à cheval (bistec a lo pobre) ou de la pichanga (spécialité chilienne). Un des restaurants parmi les plus traditionnels de la ville, le Jota Cruz, revendique d'avoir créé ce plat au début des années 1970 comme une préparation remarquable et bon marché.
Au-delà de son origine disputée, la chorrillana est considérée comme l'un des mets les plus traditionnels du port de Valparaíso. Du fait de la grande taille du plat habituellement servi, la chorrillana est considérée comme un plat de groupe et se vend pour deux, trois, voire cinq convives. Dans les restaurants, on place le plat au centre de la table et les fourchettes autour. Depuis l'an 2000, certaines chaînes de restauration rapide chiliennes ont commencé à inclure la chorrillana dans leur menu, généralement en portions plus réduites.

## Variantes
Il existe diverses recettes de la chorrillana, en fonction du restaurant et du chef. La base de pommes frites est l'unique constante et les recettes les plus traditionnelles mélangent des œufs brouillés, de l'oignon frit et de la viande de bœuf hachée. Dans certaines préparations, on peut trouver des longanisses, du chorizo ou des saucisses hachées et des condiments tels que l'ail ou l'origan. Dans certaines occasions, la préparation est servie avec des œufs au plat par-dessus.